# Celso Montero Rodríguez
Celso Montero Rodríguez (Quintela de Leirado, província d'Ourense, 1930 - 18 de juny de 2003) fou un polític i sacerdot gallec, senador per Ourense de la Legislatura constituent a la III Legislatura.

## Biografia
El seu pare va emigrar a Guinea Equatorial. Llicenciat en teologia i ciències de la informació per la Universitat de Comillas, on va conèixer Jesús Aguirre, Gabino Díaz Merchán, Julián Marías i José Luis López Aranguren. El 1965 ensenyà al seminari de Cochabamba (Bolívia) on va coincidir amb companys que s'unirien posteriorment al moviment revolucionari de Ernesto Che Guevara a Bolívia i en 1969 va visitar l'Havana. Fruit de la seva experiència en aquesta visita va abandonar els seus contactes amb el marxisme, en els quals s'havia implicat de la mà de Régis Debray. Tornat a Espanya va abandonar el sacerdoci. Va treballar al diari La Región d'Ourense, però també ha col·laborat a El Ciervo, Sábado Gráfico, La Voz de Galicia, Diario 16 i El País. Participà en els volums As relacións Eirexa-Mundo en Galicia (1972), A crisis da concencia relixosa no mundo moderno (1972) i Galicia: conflicto e supervivencia.
Militant del PSdeG-PSOE, del que el 1976 en fundà la secció d'Ourense, ha estat senador per la província d'Ourense. En les eleccions generals espanyoles de 1977 va ser escollit dins de la Candidatura Democràtica Gallega, una coalició electoral formada per personalitats del centre-esquerra galleguista recolzada pel PSOE (que no es va presentar a les eleccions, excepte en Lugo, on no es va presentar la coalició), integrant-se en el Grup Socialista. Ja pel PSOE va ser escollit a les següents eleccions (1979, 1982 i 1986). En totes les eleccions a les que es va presentar va ser el senador més votat per la província. També va ser conseller de treball de la Xunta de Galícia provisional (1978-1979) i membre de l'Assemblea de Parlamentaris de Galícia. De 1991 a 1995 fou nomenat Vicevaledor do Pobo.